# گوانیو ژو

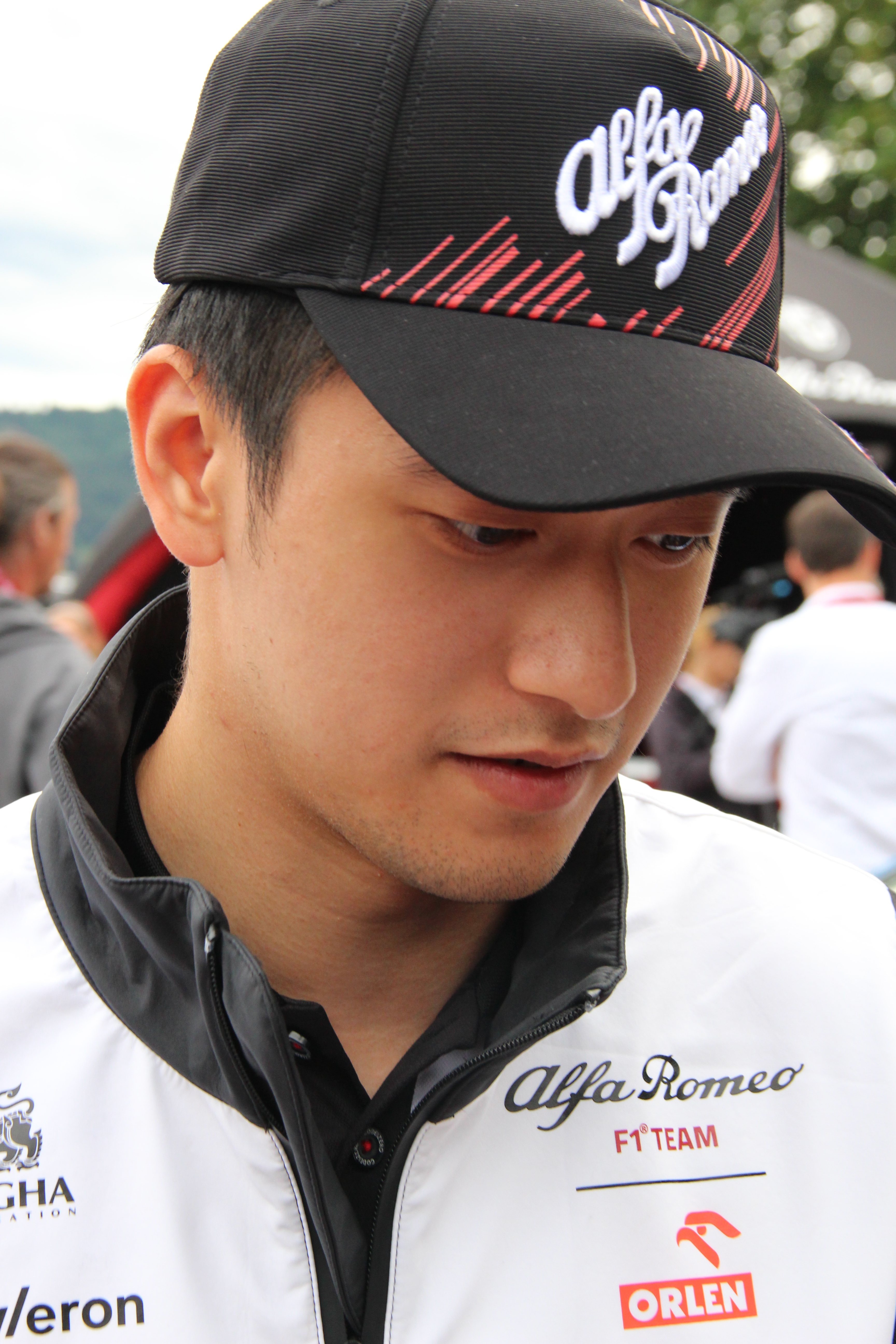
گوانیو ژو - ۲۰۲۲

گوانیو ژو (چینی ساده: 周冠宇; پین‌یین: Zhōu Guànyǔ; زاده ۳۰ مه ۱۹۹۹) یک راننده مسابقه‌ای چینی است که در حال حاضر در مسابقات قهرمانی فرمول یک برای تیم فرمول یک آلفا رومئو شرکت می‌کند. به عنوان بخشی از آکادمی آلپاین او در فصل ۲۰۲۱ به عنوان راننده آزمایشی در تیم آلپاین حضور داشت. او از سال ۲۰۱۴ تا ۲۰۱۸ عضو آکادمی رانندگان فراری بود، و در سال ۲۰۱۸ به عنوان راننده توسعه برای تیم فرمول ای DS Techeetah خدمت کرد.

## فرمول یک
(کلید) (مسابقاتی که به‌صورت پررنگ نوشته شده‌اند نشانگر پول پوزیشن، و مسابقه‌هایی که به‌صورت ایتالیک نوشته شده‌اند نشانگر سریع‌ترین دور هستند)
| سال  | تیم                           | شاسی            | موتور                        | ۱        | ۲          | ۳           | ۴         | ۵        | ۶          | ۷         | ۸            | ۹          | ۱۰          | ۱۱       | ۱۲        | ۱۳          | ۱۴       | ۱۵    | ۱۶      | ۱۷      | ۱۸    | ۱۹      | ۲۰     | ۲۱      | ۲۲     | امتیاز | ق.ر.   |
| ---- | ----------------------------- | --------------- | ---------------------------- | -------- | ---------- | ----------- | --------- | -------- | ---------- | --------- | ------------ | ---------- | ----------- | -------- | --------- | ----------- | -------- | ----- | ------- | ------- | ----- | ------- | ------ | ------- | ------ | ------ | ------ |
| ۲۰۲۱ | تیم فرمول یک آلپاین           | آلپاین ای۵۲۱    | رنو ئی-تک ۲۰بی ۱/۶ وی۶ توربو | بحرین    | ایمولا     | پرتغال      | اسپانیا   | موناکو   | آذربایجان  | فرانسه    | اشتیریا      | اتریش ر.آ. | بریتانیا    | مجارستان | بلژیک     | هلند        | ایتالیا  | روسیه | ترکیه   | آمریکا  | مکزیک | سائو پ. | قطر    | عربستان | ابوظبی | –      | –      |
| ۲۰۲۲ | تیم فرمول یک آلفا رومئو اورلن | آلفا رومئو سی۴۲ | فراری ۰۶۶/۷ ۱٫۶ وی۶ توربو    | بحرین ۱۰ | عربستان ۱۱ | استرالیا ۱۱ | امیلیا ۱۵ | میامی ب. | اسپانیا ب. | موناکو ۱۶ | آذربایجان ب. | کانادا ۸   | بریتانیا ب. | اتریش ۱۴ | فرانسه ۱۶ | مجارستان ۱۳ | بلژیک ۱۴ | هلند  | ایتالیا | سنگاپور | ژاپن  | آمریکا  | مکزیکو | سائو پ. | ابوظبی | ۵*     | هفدهم* |